# Allodiscocotyla mexicana
Allodiscocotyla mexicana är en plattmaskart. Allodiscocotyla mexicana ingår i släktet Allodiscocotyla och familjen Discocotylidae. Inga underarter finns listade i Catalogue of Life.